# Rio Corrèze
O rio Corrèze (em occitano:  Corresa) é um rio do sudoeste da França, afluente do rio Vézère pela sua margem esquerda (e assim sub-afluente do rio Dorgogne). Nasce no noroeste do Massif Central e corre para sudoeste pelo derpartamento de Corrèze (ao qual dá o nome), banhando as cidades de Tulle e Brive-la-Gaillarde. Poucos quilómetros a jusante de Brive-la-Gaillarde, o Corrèze conflui no rio Vézère.
As cheias do rio Corrèze são violentas e espontâneas, causando grandes estragos nas cidades e vilas que atravessa. Entre as localidades muitas vezes atingidas estão Tulle, Malemort-sur-Corrèze e Brive-la-Gaillarde.
Ao longo do seu percurso banha as comunas de:
- Pérols-sur-Vézère (onde nasce)
- Bonnefond
- Saint-Yrieix-le-Déjalat
- Grandsaigne
- Chaumeil
- Sarran
- Vitrac-sur-Montane
- Corrèze
- Bar
- Les Angles-sur-Corrèze
- Naves
- Tulle
- Laguenne
- Sainte-Fortunade
- Chameyrat
- Cornil
- Aubazine
- Saint-Hilaire-Peyroux
- Dampniat
- Malemort-sur-Corrèze
- Brive-la-Gaillarde
- Ussac (onde desagua no rio Vézère)
- Saint-Pantaléon-de-Larche (onde desagua no rio Vézère)